# Zhuzexiang (ort i Kina, Jiangxi Sheng, lat 26,41, long 115,98)
Zhuzexiang är en ort i Kina. Den ligger i provinsen Jiangxi, i den sydöstra delen av landet, omkring 250 kilometer söder om provinshuvudstaden Nanchang. Antalet invånare är 27 944. Befolkningen består av 13 145 kvinnor och 14 799 män. Barn under 15 år utgör 24,0 %, vuxna 15-64 år 67 %, och äldre över 65 år 8,0 %.
Runt Zhuzexiang är det ganska tätbefolkat, med 166 invånare per kvadratkilometer. Närmaste större samhälle är Changsheng, 14,6 km söder om Zhuzexiang. Trakten runt Zhuzexiang består till största delen av jordbruksmark.
Genomsnittlig årsnederbörd är 2 191 millimeter. Den regnigaste månaden är maj, med i genomsnitt 351 mm nederbörd, och den torraste är oktober, med 24 mm nederbörd.